# Shackleton Ice Shelf
Shackletons isshelf (engelsk: Shackleton Ice Shelf) er et isshelfområde i Antarktis. Området er den syvende største isshelf i Antarktis.

## Geografi
Shackletons isshelf ligger i, hvad der betegnes som Østantarktis lige ved Antarktiske Ocean langs Knox Coast i Queen Mary Land. Området har en sammenlagt overflade på cirka 33.820 km² med en længde på cirka 385 km og en bredde på cirka 170 km. Isshelfen strækker sig mellem cirka 64° 00' S til 67° 00' S og 95° 00' Ø til 105° 00' Ø.
Området tilføjes med is af blandt andre Scott-gletsjeren Denman-gletsjeren, Northcliffe-gletsjeren og Roscoe-gletsjeren,

## Historie
Isshelfen blev iagttaget allerede i februar 1840 af USAs Stillehavsekspedition under ledelse af Charles Wilkes.
Området udforskedes af den første Den australasiatiske antarktisekspedition i årene 1911-1914 under ledelse af Douglas Mawson. Området fik da navn efter Ernest Shackleton.
Dele af området kortlagdes fra luften i årene 1946-1947 under Operation Highjump under ledelse af USA's flåde. På grundlag af disse billeder kunne man i 1955 udarbejde et kort over området.
I 1953 fastlagdes det nuværende navn af det amerikanske "Advisory Committee on Antarctic Names" (US-ACAN, en enhed inden for United States Geological Survey).
I 1956 udforskedes området yderligere af en sovjetisk ekspedition.